# San Lorenzo Potrero Nuevo
San Lorenzo Potrero Nuevo är en ort i Mexiko.   Den ligger i kommunen Texistepec och delstaten Veracruz, i den sydöstra delen av landet, 500 km öster om huvudstaden Mexico City. San Lorenzo Potrero Nuevo ligger 12 meter över havet och antalet invånare är 272.
Terrängen runt San Lorenzo Potrero Nuevo är mycket platt. Runt San Lorenzo Potrero Nuevo är det ganska glesbefolkat, med 29 invånare per kvadratkilometer. Närmaste större samhälle är Hidalgotitlán, 12,4 km nordost om San Lorenzo Potrero Nuevo. Trakten runt San Lorenzo Potrero Nuevo består till största delen av jordbruksmark.